# Slangbella

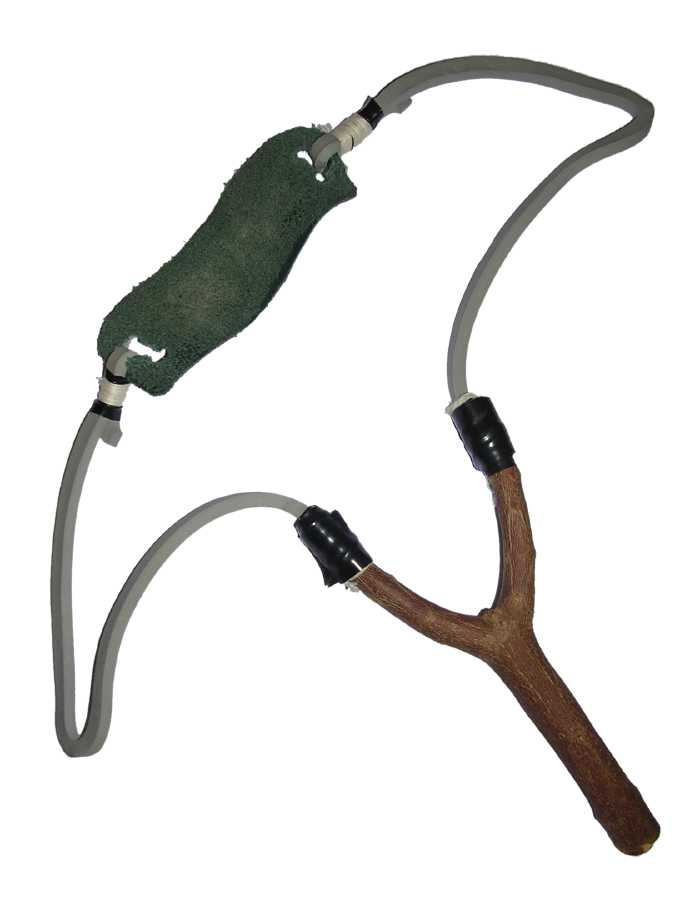
Slangbella

En slangbella eller slangbåge är ett mekaniskt projektilvapen som består av en klyka och någon form av elastiskt material, som exempelvis en bit gummislang. En slangbella består av en Y-formad ram med gummiband fäst i topparna. I gummibandens andra ände sitter en sorts "läderficka", där man håller projektilen. Slangbellan används för att skjuta iväg stenar och liknande projektiler. I Sverige omfattas slangbellor av förarbeten till knivlagen, där precisionsslangbåge nämns som gatustridsvapen. Detta innebär att det inte får överlåtas till personer under 21 år, eller saluhållas. I samma proposition nämns även legitima syften för slangbellor, t.ex. att vid fiske slunga ut bete.
Slangbellan görs som vapen ibland av stål och förses med armstöd. Barn gör den ibland som leksak av trä och gummiband.
Den har använts av många som ett jaktvapen att jaga fåglar och småvilt med. Slangbellan är dock inget tillåtet jaktredskap i Sverige.